# 베네수엘라의 초인플레이션
베네수엘라의 초인플레이션(hyperinflation)은 최근 몇 년간 심각한 경제 위기로 이어진 주요 문제 중 하나이다. 초인플레이션이란 물가 상승률이 극도로 높아지면서 화폐의 가치를 급격히 떨어뜨리는 현상을 말한다. 베네수엘라는 여러 경제적, 정치적 요인으로 인해 이러한 상황에 처하게 되었다.

## 주요 원인
1. 정치적 불안정: 2010년대 중반부터 시작된 정치적 불안정과 사회적 혼란은 경제 운영에 큰 영향을 미쳤다. 정부의 정책 변화와 지도력 부재 등이 문제를 악화시켰다.
2. 석유 의존 경제: 베네수엘라는 세계 최대의 석유 매장량을 보유하고 있으며, 경제의 상당 부분이 석유 수출에 의존하고 있다. 하지만 국제 유가의 급락과 석유 생산의 감소는 국가 경제에 큰 타격을 주었다.
3. 통화 발행: 정부가 부족한 재정을 메우기 위해 과도하게 돈을 찍어냈다. 이는 화폐의 가치를 급격히 떨어뜨리는 결과를 초래했다.
4. 외환 통제: 정부의 외환 통제 정책은 공식 환율과 암시장의 환율 간의 큰 차이를 발생시켰다. 이는 경제 활동의 투명성을 감소시키고 시장 왜곡을 초래했다.

## 결과
1. 생활비 급등: 기본 생필품 가격이 급등하면서 국민들의 생활이 매우 어려워졌다. 많은 사람들은 식량과 의약품 등을 구하기 어려워졌다.
2. 화폐 가치의 급락: 베네수엘라 볼리바르(Bolívar)의 가치는 급격히 떨어졌으며, 정부는 화폐 개혁을 통해 새로운 화폐를 도입해야 했다.
3. 이주 및 난민 증가: 많은 베네수엘라인들이 경제적 어려움으로 인해 다른 나라로 이주하거나 난민으로 탈출했다.
4. 사회 불안: 경제 위기와 관련된 사회적 불안이 증가했고, 범죄율이 상승했다.

베네수엘라의 초인플레이션은 그 원인과 결과를 이해하는 데 있어서 중요한 경제적 사례로 자주 언급된다. 이 현상은 경제 정책의 중요성과 정치적 안정성이 경제에 미치는 영향을 잘 보여준다.